# Глаголево (Московская область)
Глаголево — деревня в Наро-Фоминском районе Московской области, входит в состав городского поселения Селятино. Численность постоянного населения по Всероссийской переписи 2010 года — 835 человек, в деревне числятся 29 улиц, 11 проездов, переулок и 9 садовых товариществ. До 2006 года Сырьево входило в состав Петровского сельского округа.
Деревня расположена на северо-востоке района, у истоков малой речки Черёмушки (левый приток реки Пахры), примерно в 18 километрах к северо-востоку от Наро-Фоминска, высота центра над уровнем моря 200 м. Ближайшие населённые пункты — Новоглаголево южнее, на противоположном берегу реки, Мишуткино в полукилометре на восток, Сырьево в 1 км северо-запад и Жёдочи в 2,5 км на восток.